# Rhesala goleta
Rhesala goleta is een vlinder uit de familie van de spinneruilen (Erebidae). De wetenschappelijke naam van deze soort is voor het eerst voorgesteld door Rudolf Felder en Alois Friedrich Rogenhofer in een publicatie uit 1875.
De soort komt voor in Ghana, Kameroen, Ethiopië, Oeganda, Kenia, Tanzania, Malawi, Mozambique, Zimbabwe en Zuid-Afrika.